# Ментално разгибавање
Ментално разгибавање је српска хумористичка телевизијска емисија која се емитује на каналу Нова С. Водитељи су Срђан Јовановић и Марко Степановић, а раније Дарко Митровић и Вељко Пајовић.
Емисија је започета 9. септембра 2008. као Национално разгибавање и емитовала се од 6 до 9 часова на радију С под слоганом „тотално откачени савети за преживљавање још једног радног дана”. На Б92 прелази 2012. године и након контроверзног укидања крајем 2013, емисија се након пар прекида и поновних покретања од 1. априла 2019. поново налази на програмској шеми на каналу Нова као „радио на ТВ-у” по речима Дарка Митровића. У емисији од 31. марта 2021. Дарко Митровић уживо је дао отказ на Новој С, па је емисију једно време водио само Марко Степановић..
Oд половине априла Степановићу се придружује Срђан Јовановић, глумац и стендап комичар, који је најпре био први гост Марку након Дарковог отказа, а након тога и стални други водитељ.

## Први сусрет и упознавање Дарета и Марета
Један од најпознатијих водитељских парова у Србији, тзв ДарМар је настао сасвим случајно марта 2008. године. Марко Степановић је након отказа на ТВ Авали био у потрази за послом, и дошао је на Радио С са синопсисом за поподневни програм, и након разговора са тадашњим директором је био упућен код Дарка, који је у то време већ био запослен на радију, зарад снимања демоа за наведени сценарио. Дарко у почетку није био задовољан идејом о снимању тог демоа, јер је био у једном од отказних рокова због неког од многих давања отказа у дотадашњем раду на радију, а и често је мењао партнерке у емисијама, па му се није радило било шта за неког тамо новог, али је ипак пристао на снимање. Пред лето Марко добија посао, уз речи да Дарко одлази, па да он има простора да ради јутарњи програм у који ће га Дарко увести пре одласка. Дарко ипак није отишао са радија С, јер је након пар снимљених сегмената са Марком увидео његово "лудило" и створила се извесна хемија између њих, па се предомислио у вези давања отказа, и након одмора за време лета се договорио са тадашњим директором о започињању јутарњег програма који би радио заједно са Марком Степановићем.

## Национално разгибавање на Радију С
Прва емисија Националног разгибавања је емитована 9. септембра 2008. на радију С, и практично одмах је увела револуцију у тадашњем јутарњем програму. Емисија је у основи дијалог између водитеља о различитим темама, које крећу од животних, љубавних, политичких и тренутних актуелних догађаја које водитељи коментаришу што из личног угла, што од слушалаца, и при томе додајући нека своја размишљања и идеје, уз музички сегмент између дискусија. Неке од тема о којима су Даре и Маре дискутовали су између осталог биле народне умотворине, где су они смишљали своје, и преносили пристигле "животне" умотворине од слушалаца, онда ситуацију када тип бира купку, случаја дуговања за гробно место, мушке и женске лажи и још много различитих тема. Дуо је био препознатљив и по свом заразном смеху, па је све то довело до тога да су за само 3 месеца дошли до тога да су били на другом месту у тадашњем такмичењу за Оскар популарности, а догурали су и до милион слушалаца недељно, што је у том периоду за радио било скоро незамисливо, па чак и за ТВ.
Емисија је током година постајала све популарнија и слушанија, па су касније су у емисији долазиле и познате личности као гости, попут Гоце Тржан и Ајс Нигрутина, а и Даре и Маре су наступали широм Србије на журкама и стенд-аповима.
Из професионалних разлога овај двојац одлази са радија С 14. јула 2011. године, и оснивају своју компанију ДарМар централ одакле су емитовали Национално разгибавање као независну радијску емисију из Дарковог подрума.

## ДарМар централ
Идеју да започну своју фирму су добили од њиховог пријатеља Драгана Ђукића, тадашњег власника Делта радија из Новог Сада, и у почетку нису имали скоро никакав буџет, па су емисију емитовали из подрума у Дарковој згради, који су морали да сами модификују и преправљају. Емисија у независној продукцији је постепено добијала спонзоре, и после два месеца се емитовала на 24 радио станице. Дешавало се често да су остајали без горива, па се једном и десило да су гурали Марков ауто низ Газелу.
Стигли су и до пар сарадњи на AmiG Show код Огњена Амиџића. Дарко и Марко су у том периоду имали велики број наступа, често су путовали широм Србије, и обојица сматрају тај период као најрастерећенији и најбезбрижнији у њиховим каријерама.

## Период на Б92
Тадашња директорка радија Б92 Ана Мартиноли је контактирала ДарМар централ око марта 2012. године, конкретно Дарка Митровића, и испрва су обојица глатко одбили понуду о преласку на радио Б92 , међутим након неког времена су ипак пристали да воде јутарњи програм на радио Б92.. Имали су и емисију на ТВ-у која је ишла викендом, где су изазивали један другог на различите ствари, и ко не би успео у изазову, морао би да одради казну. На пример Дарко је морао да одради један рагби тренинг , а Марко је као казну за неиспуњен задатак морао да се у ронилачком оделу купа у Теразијској чесми и да виче како мрзи народњаке . Емисија је и на радију и ТВ-у обарала рекорде слушаности и гледаности, долазили су гости попут Милана Тарота, Милана Калинића, Ајс Нигрутина и у сезони 2013. су имали период где су средом водили емисију заједно са Данилом Икодиновићем. Хиљадиту емисију су емитовали 19. јула 2013, и гости су између осталих били Маријана Мићић, Катарина Вучетић, Дејана Миловић Буха, Зоран Кесић, Славко Белеслин, Sir Оливер, и Дејан Петровић и Биг Бенд. Између осталог је Зоран Кесић отпевао Careless Whisper Џорџа Мајкла.

### Контроверзни одлазак са Б92
Период невоља за овај двојац започиње у емисији која се емитовала 16. децембра 2013. која је ишла под називом "Супер супер тајно венчање Александра Вучића...можда"  где је Марко у емисији изнео податак, за који је сматрао да је гласина и непроверен, да се тадашњи први потпредседник владе Александар Вучић оженио тајно са женом из околине Лознице, одакле је и Марко пореклом. С обзиром да су у дотадашњем раду критиковали и коментарисали свакакву ситуацију јер су се водили принципом да се или критикује све или да се не критикује ништа, неколико пута су се у етру јављале и политичке теме, као и теме везане за релевантне политичке актере, па се тако Драган Ђилас налазио у емисијама везано за његов посао градоначелника као критика за БусПлус, забрану продаје алкохола после 10, његов брачни статус и везе, Борис Тадић за кадровска решења и скраћење мандата, као и већ јавно познату везу Милутина Мркоњића и Ане Бекуте , Даре и Маре су мислили да ће скеч са свадбом, музиком и званицама проћи као и сваки претходни. Уосталом, пошто је податак био доступан једино на сајту "sedmasila.rs" водитељи сматрали да је вест врло вероватно нетачна, али им се свеједно свидео потенцијал приче која може да се од тога направи без намере да се неко лично нападне и увреди, као и претходних неколико пута . Међутим следећи период се показао као потпуно неочекиван и за водитеље Менталног Разгибавања.
Два месеца пре судбоносне емисије од 25. децембра 2013. су потписали уговор на још две године са Б92.. Након емисије од 16. децембра, очекивали су позив због емисије и теме, али он је уследио након емисије од 25. децембра 2013. која је као главну тему имала посету Себастијана Курца, тада министра спољних послова Аустрије, и промену његовог презимена по падежима и смишљање свечаних реченица за дочек, и где на крају Дарко најављује сутрашњу емисију као читање Вучићеве биографије.. Након те емисије, Дарко је добио позив од тадашње директорке Ане Мартиноли, где је она изјавила да се менаџменту не допада идеја о најављеној теми, на шта је Дарко узвратио да менаџмент прочита уговор, и да се не брину за теме. Касније те вечери водитељи добијају нови позив где се позивају на састанак пре емисије, што је имплицирало да тог јутра неће бити емитована. Пошто је састанак био најављен од 9, а емисија се емитовала од 6 до 9, водитељи су хтели да свеједно одраде емисију, јер се таман поклапа са временом. Те вечери је Дарко подигао велику прашину на друштвеним мрежама . На састанку су им сугерисали да требају да оду на годишњи одмор, и након неког времена обојица су укапирали да су имплицитно скинути са програмске шеме Б92, јер два дана пре целе приче о одмору, водитељи су се интересовали за одмор након Нове године, и добијају одговор да је распоред крцат и да се ради пуном паром без паузе сем за 1. и 2. јануар и Божић 
Александар Вучић је демантовао да има икакве везе са укидањем Разгибавања, и о томе је говорио у емисији Тешка реч Драгана Ј. Вучићевића на Пинку, а и из свог кабинета, рекавши "да су бесмислене тврдње да је он утицао на укидање емисије, и да је опште позната чињеница да Б92 није наклоњена ни њему ни странци коју води, и истиче да нити је вршио притисак на уређивачки концепт, нити би га они послушали. Било би лепо када би поменута двојица аутора емисије наставила да раде свој посао на исти начин као и до сада, јер би бар једна у мору лажи против мене и Српске напредне странке била разоткривена" (одломак из саопштења). Дарко Митровић је одговорио како је ситуација на Б92 најгора врста цензуре, тзв аутоцензуре. Слушаоци су подржали Ментално разгибавање, а то је урадио и министар Бранко Ружић. Саопштење из куће је да се емисија не укида, већ да се неће емитовати од 26. децембра до 13. јануара због новогодишње празничне шеме.. Касније су из куће најавили да им је одмор продужен до 1. фебруара . Након неколико одлагања почетка емисије, Дарко и Марко су одлучили да споразумно раскину уговор са Б92, и да пошаљу Разгибавање у пензију. На сличан начин је касније и Утисак недеље склоњен са програмске шеме Б92.
У каснијем осврту на тадашње догађаје, обојица наводе да их скоро нико од колега није јавно подржао, са битним изузетком Зорана Кесића који је у својој емисији 24 минута стално постављао питање шта је са Даретом и Маретом.

## Подрум медија и радио Лагуна
Након одласка са радија, Дарко и Марко нису успевали да нађу посао. Дарко је зарађивао радећи stand-up наступе, и правећи мајице са својом супругом од новца који су добили са радија, некако се сналазећи за зараду. На свом јутјуб каналу је покренуо мини серијал "Даркодром", који је садржао кратке скечеве од око 5 минута. Обојица су навели како су се тада људи "плашили" да их запосле због околности након одласка са радија, Марко је навео да су му на идентичан начин две понуде за посао пропале због промене радијске, односно телевизијске шеме, и као последица тога су практично живели у беди. Након неког времена Дарко је пронашао посао на радију где је радио пар емисија са Игором Бракусом, да би му касније радијска колегиница Горица Нешовић помогла да нађе посао на Радио Лагуни. После неког времена су се Дарко и Марко поново састали, и покренули Подрум медију сличну оној из 2011. с тим што су се емитовали на доста мање радио станица, јер емитери нису хтели потенцијалне проблеме због емисије, а и из сличног разлога су имали веома мало спонзора. Један од јачих спонзора у то време је био SBB. Временом су почели и да се емитују на Радио Лагуни, и у једном кратком периоду у 2017. је Дарко водио емисију са Игором Бракусом. У међувремену је Марко почео да води емисију "Разоткривање са Марком Степановићем" крајем 2017. на ТВ Наша.
После извесног времена су почеле несугласице са Радио Лагуном, па је Дарко на свом Фејсбук профилу најавио да ће емисија поново бити укинута из политичких разлога, наводећи: "Ускоро ће се Лагуна појавити са неким саопштењем у коме ће рећи да сам „иницирао прекид сарадње“, и то је тачно. Наравно да сам ја прекинуо ту тортуру, јер не желим да ми неко одређује како би моја емисија требало да изгледа, о чему да причам и на који начин. Не желим да ми ико каже како треба да избацим џинглове са Вучићем и како треба да смањимо причу о истом". Радио Лагуна је у званичном саопштењу дан касније негирала све наводе да се сарадња прекида због политичких разлога, наводећи да "Запосленима, сарадницима и гостима нашег радија никада није била угрожена слобода говора. Напротив, радио Лагуна је један од ретких медија на ком своје ставове могу да износе сви релевантни чиниоци јавног и политичког живота". Последња емисија на радио Лагуни је емитована 14. новембра 2018., и водитељи су се опростили уз песму "Пада влада".
Након последње емисије на Радио Лагуни, Дарко је почео да пише колумну "Уједање" за Данас , а Марко је наставио да ради на ТВ Наша, водећи своју емисију "Разоткривање".

## Долазак на Нову
Нови серијал култног Менталног разгибавања у новом руху, са измењеним ауторским и водитељским тандемом, почиње да се емитује 1. априла на телевизији Нова С, у термину од 6 и 30 до 8 и 30. У то време на другим телевизијама иду јутарњи програми, па је логично питање – плаше ли се конкуренције.
– Конкуренција нам је баш јака. Посебно Сарапа. И Ђука са кафом, не треба ни њега заборавити. Они су озбиљна, уиграна екипа која је заузела све телевизије. Има их више, али ми ћемо понудити ипак мало другачији садржај – каже за Данас идејни творац Менталног разгибавања, Дарко Митровић. Емисија ће бити емитована из студија који је идентичан радијском, а биће и нових сегмената и рубрика.
– Имаћемо репортера, Данијелу Атанацковић, која ће бележити апсурде у друштву и у граду, попут – шта је данас посечено, уништено, шта је порушено, где се гради... Биће и традиционалног „Хејтовања средом“ где ћемо да укључимо твитераше и да преносимо најгоре могуће хејтове, упућене нама, опозицији, Вучићу... Коме год, најважније да је мржња. Мало мржње није наодмет пошто се њоме хранимо – истиче Митровић. Добра ствар је, додаје, што ће људи моћи и да их слушају преко лајв стрима Нове, тако да неће морати да их гледају искључиво на телевизији.
– Идеја наше емисије је да нападамо бесмисао. И даље ћемо да критикујемо оно што је за критику, не гледајући о коме се ради. Наравно, зна се кога ћемо највише. Оног који је то највише заслужио. Ови на власти имају своје канале, начине на који раде. И то им је мало па су кренули да пуштају своју пропаганду са разгласа из комбија. Шта је следеће, да иду по кућама? Малом дозом разума томе се морамо супротставити – наглашава Митровић. Он додаје да људи на власти чине највеће глупости, те је логично да ће се њима највише бавити.
– Биће то добронамерна критика. Можда се поправе. Мада, не верујем – закључује Митровић.
Његов колега Вељко Пајовић каже за Данас да ће се против конкуренције борити, ако ништа друго, логиком здравог разума.
– Надам се да ћемо покушати да вратимо дух нормалности у почетак једног дана. Покушаћемо јутарњом луцидношћу, на духовито сатиричан начин да размрдавамо људе – истиче Пајовић. Као гледаоцу јутарњих програма, највише му ујутру недостају виспрени и динамични људи, врцави, без обзира на сложеност тема које обрађују.
– Недостаје и доза критичности. Сви су схватили снагу јутарњих програма. Гола политика је некада припадала вечерњем термину, а сада је резервисана за јутро. И то политика на најбруталнији, пропагандни начин. Познато је да оно што ујутру прво утисните себи, прати вас читав дан. Било да је то лепа песма или мотивациона порука. У јутарњим програмима тога нема. Само голе политичке пропаганде – закључује Вељко Пајовић.
Вељко Пајовић је око 30. априла напустио Ментално разгибавање, нема званичног саопштења поводом те одлуке, али је и сам водитељ предлагао да се Марко Степановић врати у емисију и замени га као водитеља, након што је видео веома позитивне реакције у Вибер групи када је Марко био гост. Марко није желео да се врати, наводећи да има своју емисију на ТВ Наша, али је од 6. маја 2019. ипак дошао на Нову С, и комплетирао већ уиграни водитељски пар. ТВ Наша је крајем те године продата, и све емисије су на њој укинуте.

### Отказ уживо Дарка Митровића
Портал Нова С је 29. марта 2021. објавио вест у којој Жарко Требјешанин између осталог каже да би, како би се људи у што већем броју вакцинисали против ковида 19, држава требала да спроведе свеобухватну кампању путем медија, медицинских стручњака, и политичара, и да би требало наградити грађане који су вакцинисани. На потенцијалну дискриминацију грађана на основу вакцинације је Требјешанин рекао: "То би било подстицајно, а потпуно је легално. Они који имају доказ да су вакцинисани и да је прошло довољно времена, да имају антитела, зашто не би могли да седну у неки угоститељски објекат или да оду на базен или на неки концерт. То је у складу са тиме што су неки људи заслужили и имају право на то. Овим другима није ускраћено право из обести, него просто зато што могу да се заразе и да заразе неког другог". Уз то је додао и да није реч о забранама које имају дискриминаторни карактер, нити се изричу зато што је неко другачији, већ зато што себе и друге може да угрози.
Дарко Митровић је као реакцију на ту вест на свом Твитер налогу објавио:"А нама окачите неке траке око руке, ставите беџ на ревере, истетовирајте нам пенисе по челу, да нас лакше препознате, јер ви можете да ширите вирус и добијете исти али са лакшим симптомима".

#### Емисија од 30. марта 2021
У сутрашњој емисији од 30. марта су се водитељи дотакли и те вести и Даркове објаве. Дарко је рекао да Требјешанин, који је психолог по струци, није генетичар, није вирусолог, није имунолог, има право да прича о вакцинацији, а да су двојици водитеља Менталног разгибавања неки говорили да не могу да причају о томе, јер нису специјалисти на том пољу. Дарко је рекао да због тога што нису свесни, њих двојица се информишу од људи који за то јесу стручни, па на основу тога формирају ставове и мишљења. Он је додао и то да је лично он врло субјективан, али да објективности у Србији нема, и да би они који би требали да буду објективни нису, на шта га је колега подржао. Дарко је рекао да је након вести са портала Нове С, на интернету спорадично почела да се шире идеје попут те да особама које нису вакцинисане против Ковида треба бити ускраћена медицинска нега за тај вирус. На то је додао да је он од тренутка када је почео да ради плаћао здравствено осигурање и доприносе, и да онда не види поенту тога ако би неко одбио да пружи лекарску помоћ. Марко се сложио са њим да та је та идеја потенцијално опасна и да води у фашизам, и навео је пример старих невакцинисаних људи којим би била ускраћена медицинска нега, а и рекао је да би онда неко могао да потенцијално ускрати пушачима негу за плућне болести, или да ако неко пије алкохол, да не би могао да лечи јетру. На потенцијално тумачење о дискриминацији невакцинисаних, Дарко је дао свој практични пример у коме је он невакцинисан, а Марко Степановић представља вакцинисану особу. По томе, Марко може да оде у биоскоп, на концерт, да оде на вечеру у град са женом, док Дарко "може да се сагне Жарку Требјешанину", при чему је гестикулирао орално задовољавање. На Маркову шаљиву опаску да гледа то са ведрије стране, јер може кући да гледа филм, Дарко је одговорио да је ведрија страна то што је Требјешанину лепо. Такође је рекао да су: "Они, невакцинисани, (у које спада и он), јако угрожавају вакцинисане, који су различити по томе што и они могу да оболе од ковида 19, али са благим симптомима, такође и шире заразу, а што је најгоре могу да добију лаке симптоме и да не знају да су тај дан заражени, и да заразе све оне људе што чекају из Бугарске, Камчатке и Босне и Хрватске, који чекају у реду". У наставку је поновио своју идеју са јучерашње објаве на Твитеру о обележавању невакцинисаних, и додао да то води у нешто што личи на фашизам. У прилог да га Требјешанинова изјава подсећа на сегрегацију је изнео податак о ковид-пасошима, у којима су водитељи Разгибавања причали током 2020. године, и како су тада Дарка називали равноземљашем и теоретичарем завере, како би на крају ковид-пасоше ипак увели у Европи..

#### Саопштење Нове и отказ уживо
Портал N1 је у току 30. марта објавио саопштење Нове у којем се јавно ограђује од изјава које против вакцинације у емисији "Ментално разгибавање" износи водитељ Дарко Митровић. У уводном саопштења се наводи: 
"NOVA је прва телевизија која је у ово време прошле године повукла публику са снимања својих емисија, прва која је позвала грађане да остану код куће и буду одговорни како према себи тако и према другима. Све време пандемије о тој теми извештавамо одговорно и опрезно трудећи се да грађанима пружимо праве и истините информације о вирусу, а тако смо наставили да се понашамо и када је почео процес имунизације. Нека од најпознатијих ТВ лица у Србији, која раде на NOVA S, личним примером су показала да подржавају вакцинацију истовремено позивајући све грађане да се пријаве, јер је то једини начин да се пандемија оконча"
Дарко је веома бурно реаговао, и објавио је вест на свом Твитер налогу у којем је навео да слобода мишљења и право на избор не постоје, да је све илузија, и да он није против вакцинације, већ неко ко поставља питања и изражава сумњу која је у људској природи. Додао је да има право на то, и да ако не урадите како они кажу, да ће вас напасти јако.

У емисију од 31. марта је дошао након првог блока реклама, и око 30. минута емисије је прочитао саопштење са портала, у којима је демантовао сваки навод, конкретно је за навод у ком пише "још мање разумемо да неко изражава сумњу у састав вакцина које су признате свуда у свету. Верујемо да је разлог томе њихова необавештеност или неразумевање ситуације у којој се налазимо као друштво у целини" рекао да није тачан, јер кинеска и руска вакцина нису признате. Након тога је рекао: 
Вакцинација није обавезна. Свако још увек има право на избор. Када буде вакцинација обавезна - онда, апсолутно, ћу ућутати, и никад ниједну реч нећу рећи. Али пре тога ћу да вам кажем нешто овако: Ви са Нове С, и Јунајтед медије, слободно радите шта желите. Ја сам јуче Вас директорка покушао да позовем, да спречим ово, и да се лепо чујемо, и да чујем у чему је то проблем био у јучерашњој емисији. Шта сам ја то рекао, и када сам ја то рекао. Али пошто ову телевизију уређују Бранкица Станковић, Антонела Риха, Јована Глигоријевић, Иван Ивановић, и остали, ја Вам сад дајем отказ. Довиђења, пријатно.
Након ове изјаве је Дарко скинуо слушалице и бубицу, и напустио је студио. Марко је био затечен Дарковим потезом, па је затражио рекламе, након којих је покушао да настави емисију, али видно потресен догађајем, и порукама гледалаца са Вибера, није успео, и након још једног блока реклама се емисија окончала.